# Маркуши (Хмельницкий район)
Найкраще село на Україні 
Маркуши́ (укр. Маркуші) — село на Украине, находится в Хмельницком районе Винницкой области.
Код КОАТУУ — 0524884801. Население по переписи 2001 года составляет 738 человек. Почтовый индекс — 22067. Телефонный код — 4338.
Занимает площадь 2,8 км².
В селе действует храм Покрова Пресвятой Богородицы Хмельницкого благочиния Винницкой епархии Украинской православной церкви.
До 60-х годов XX века село находилось в составе Улановского района, а позже, до сего дня — в составе Хмельницкого, Винницкой области.

## Адрес местного совета
22030, Винницкая область, Хмельницкий р-н, с. Маркуши, ул. Ленина, 24